# مترو چنگدو
مترو چنگدو (انگلیسی: Chengdu Metro) سیستم قطار شهری زیرزمینی در شهر چنگدو، سی‌چوان، چین است.
این مترو که در سال ۲۰۱۰ تأسیس شده دارای ۱۵ خط، ۴۲۳ ایستگاه و ۶۳۳ کیلومتر طول است.

## نگارخانه

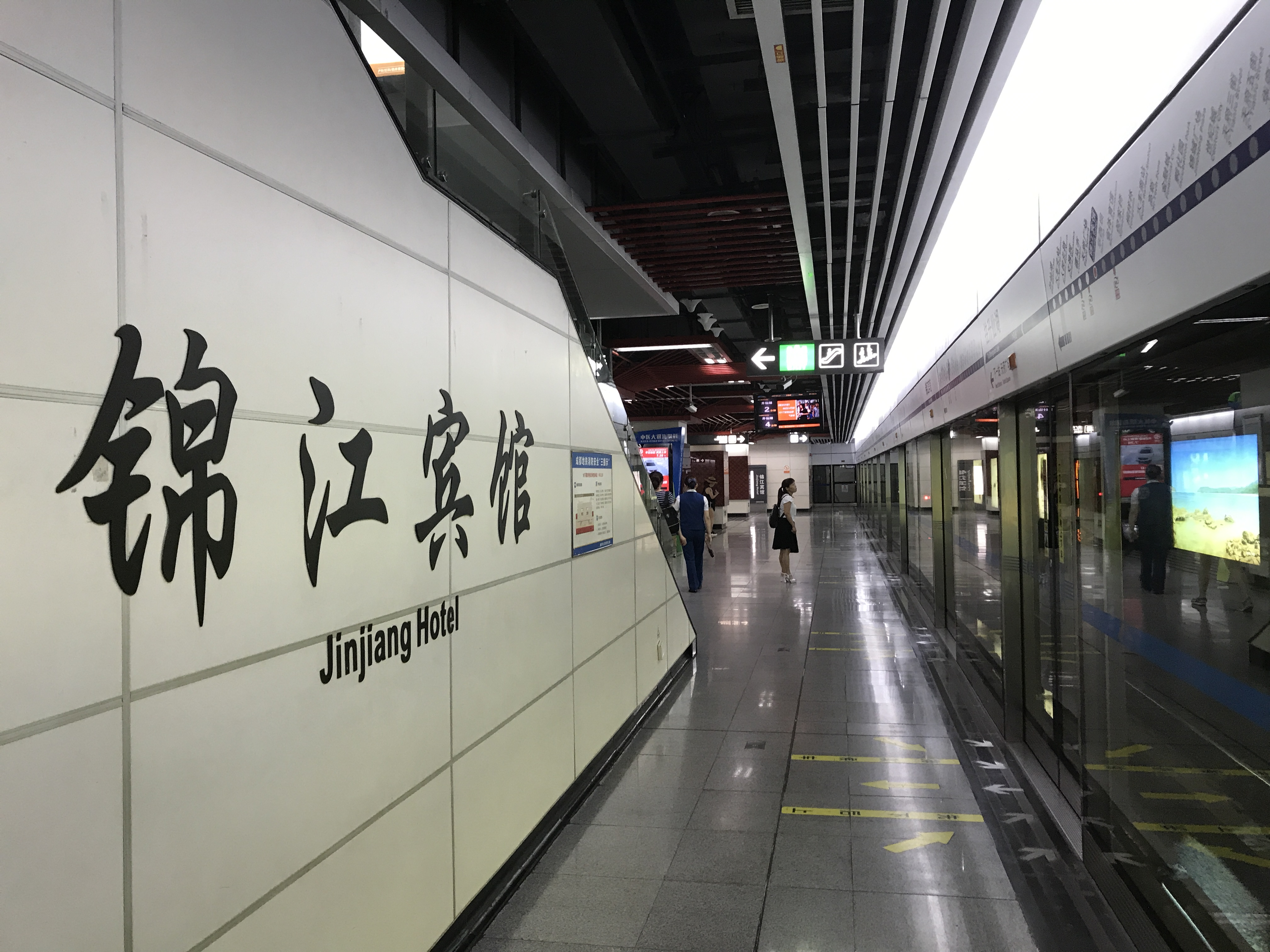
ایستگاه هتل جینجیانگ در خط ۱
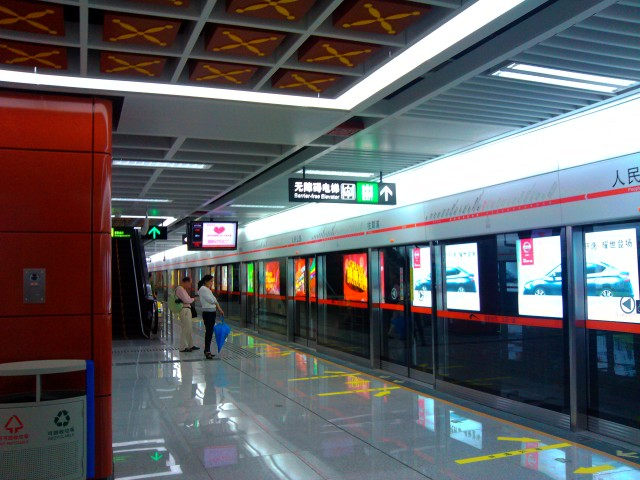
ایستگاه پیپلز پارک در خط ۲
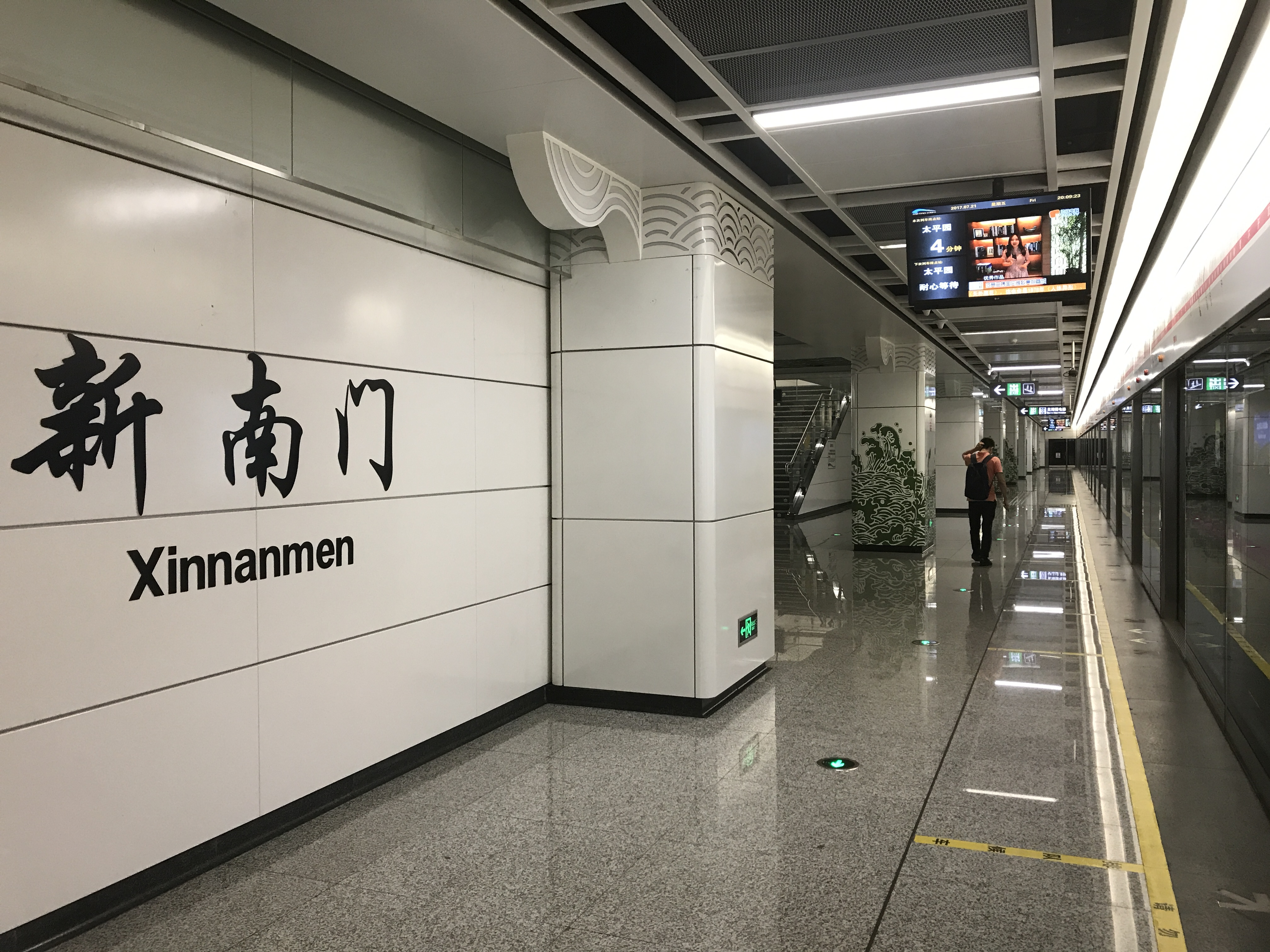
ایستگاه شینانمن در خط ۳
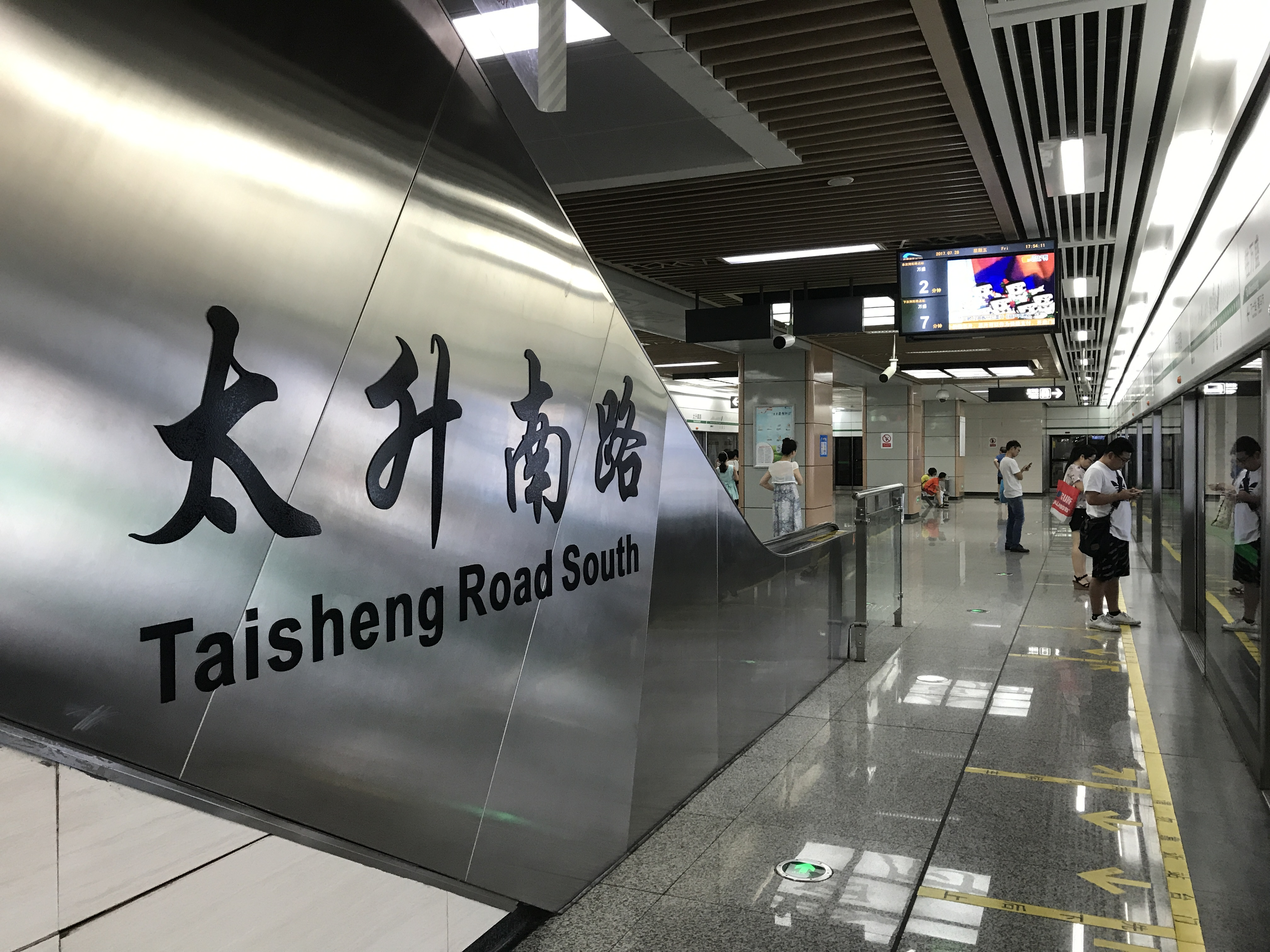
ایستگاه تایشنگ رود جنوبی در خط ۴
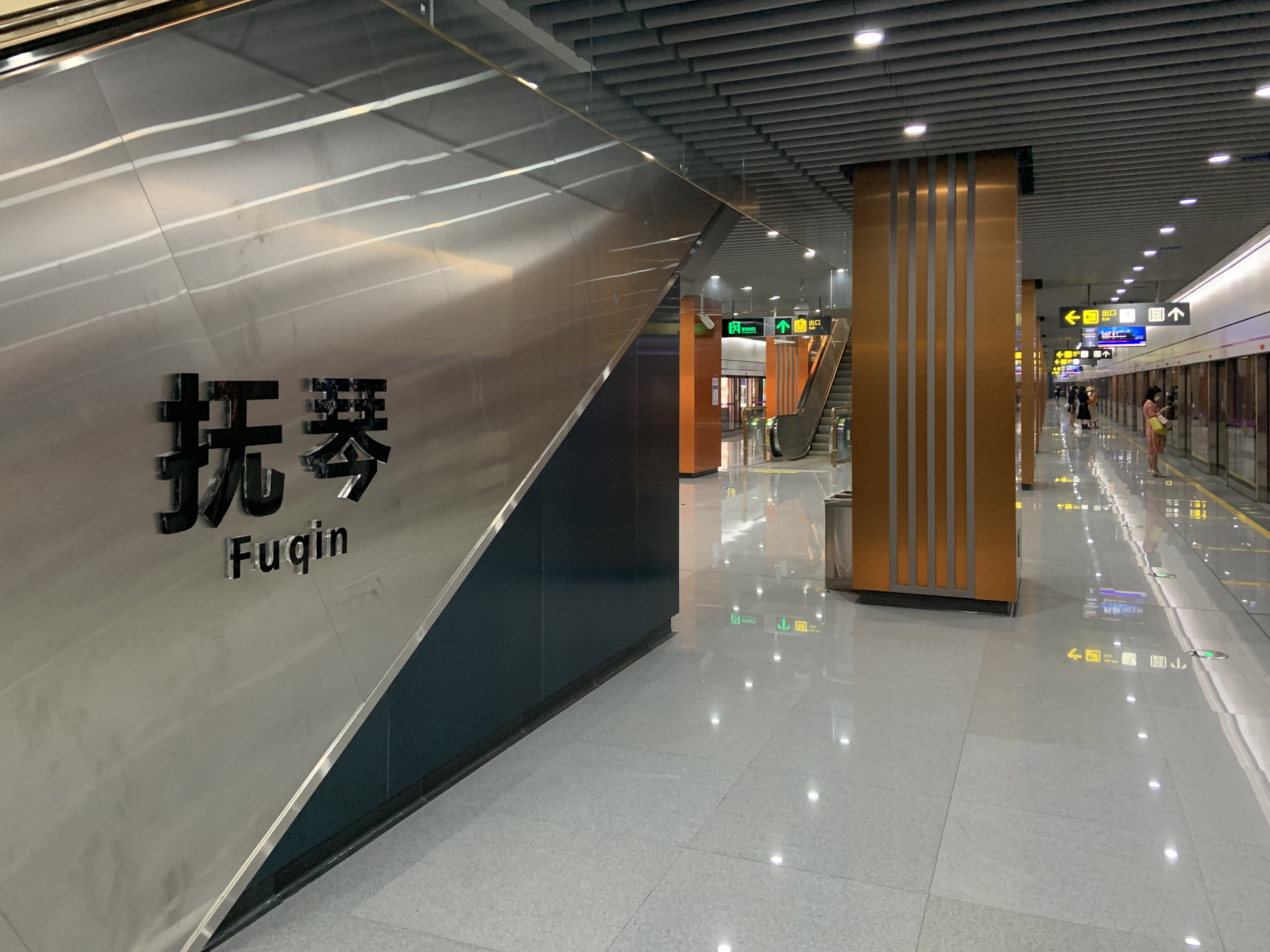
ایستگاه فوچین در خط ۵
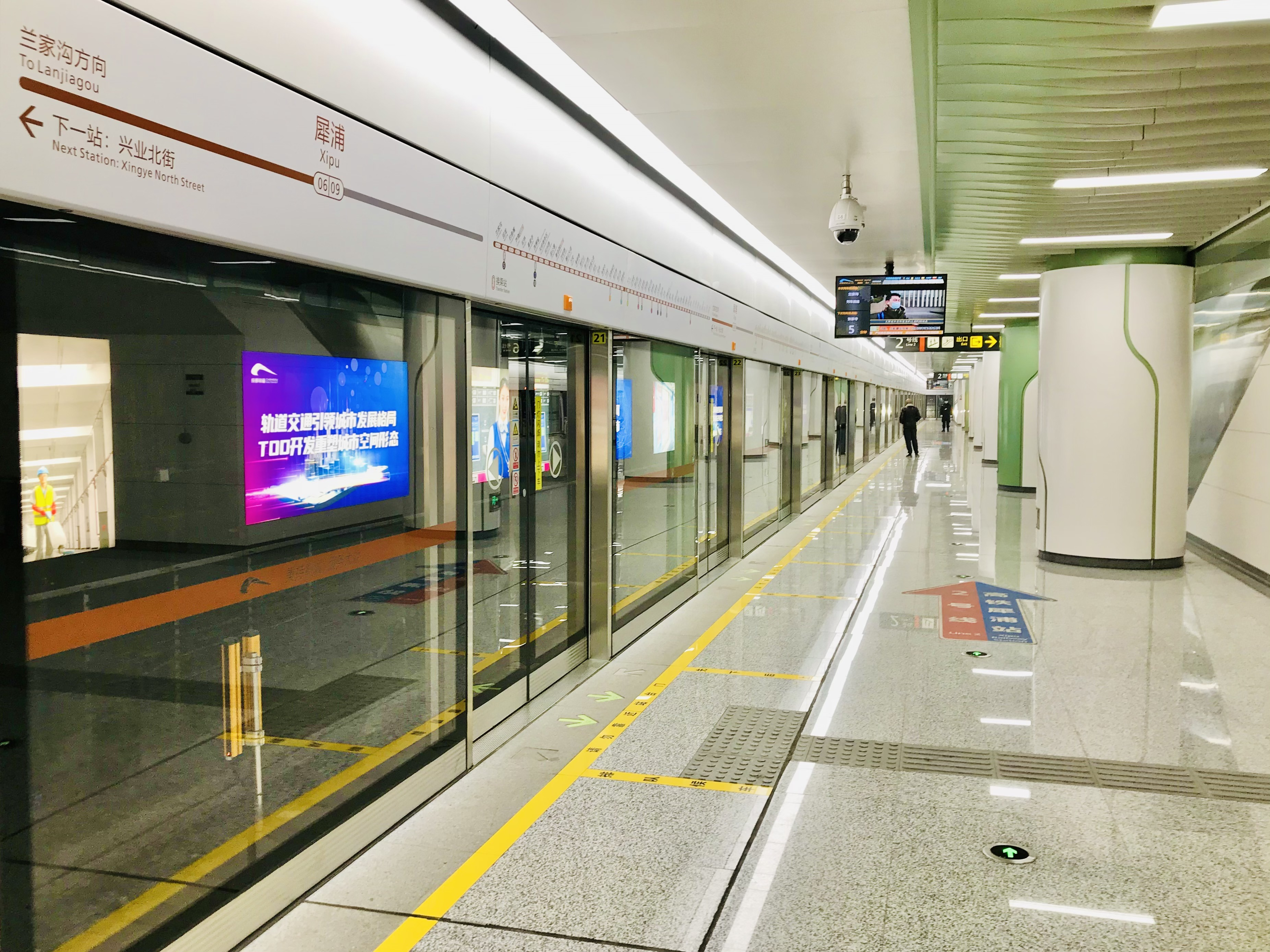
ایستگاه شیپو در خط ۶
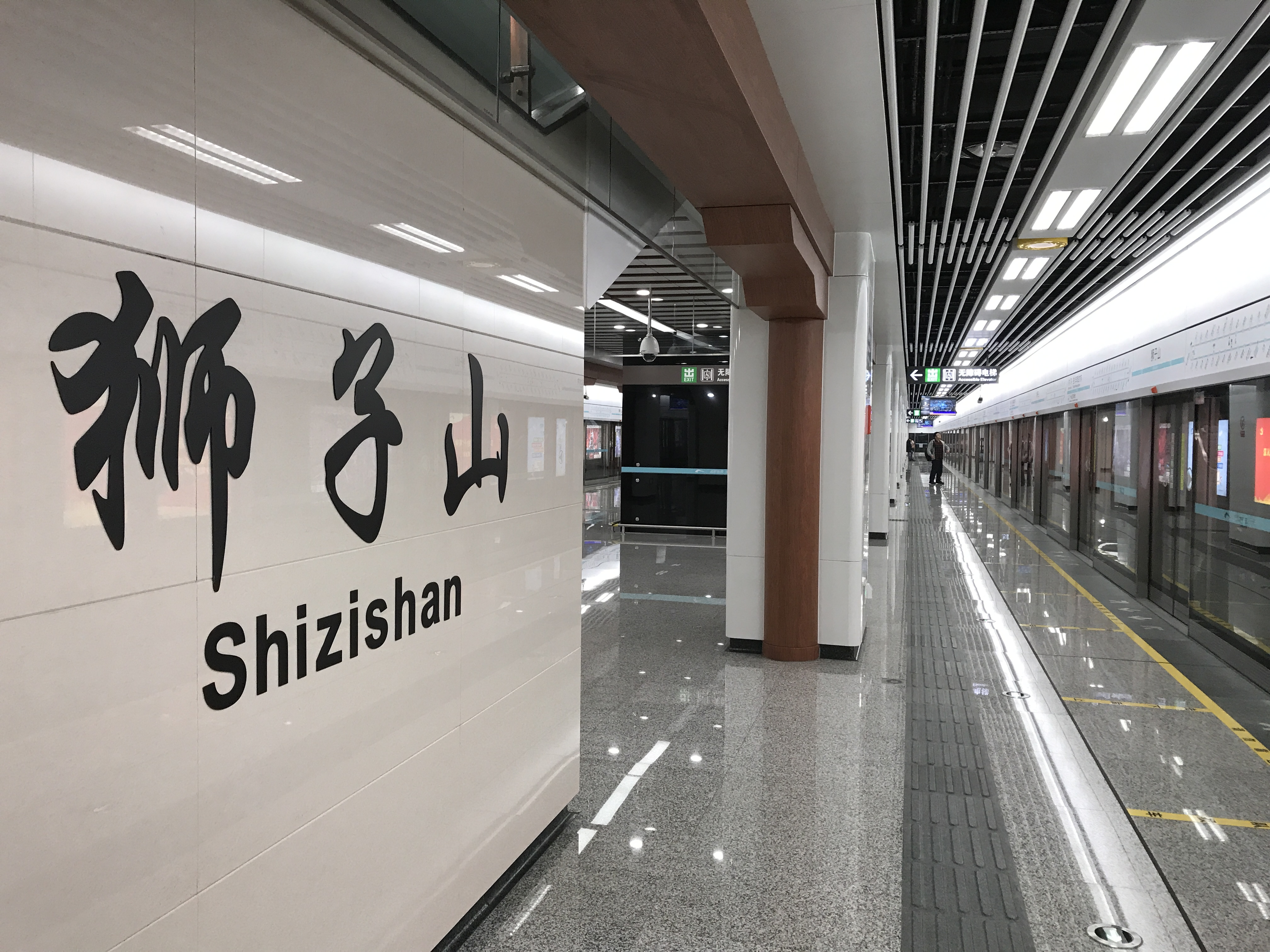
ایستگاه شیزیشان در خط ۷
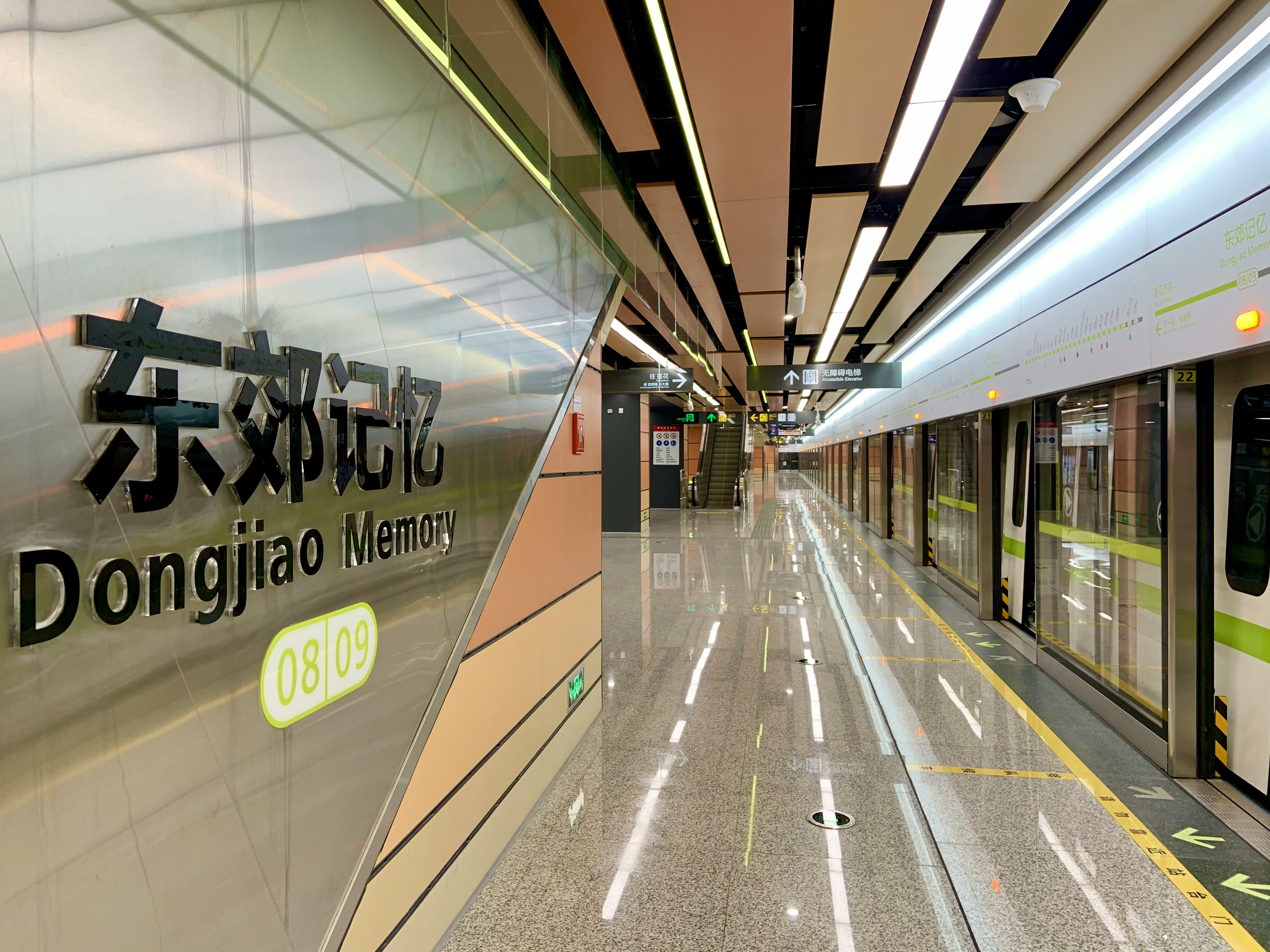
ایستگاه دونگجیائو مموری در خط ۸
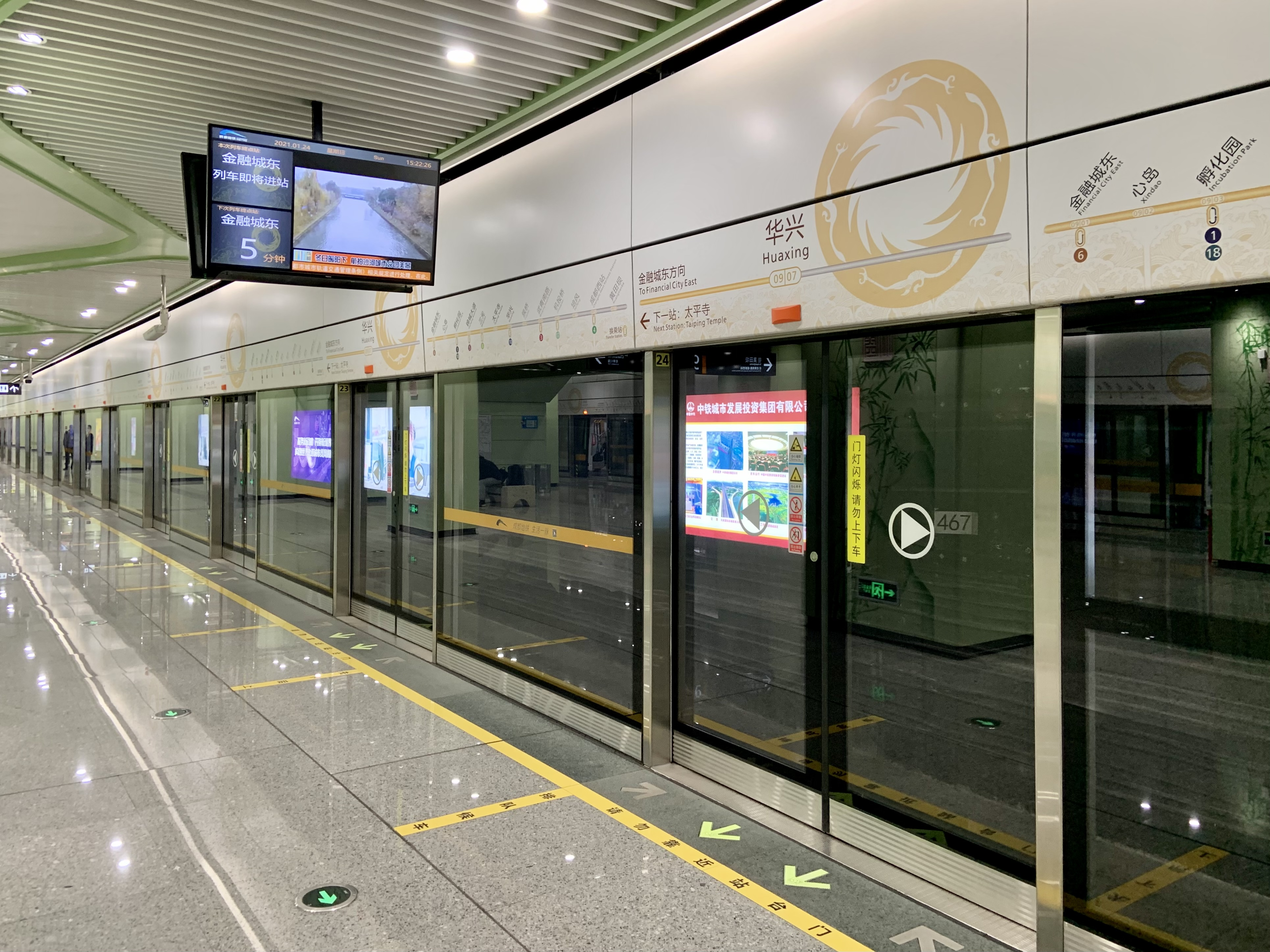
ایستگاه هواشینگ در خط ۹
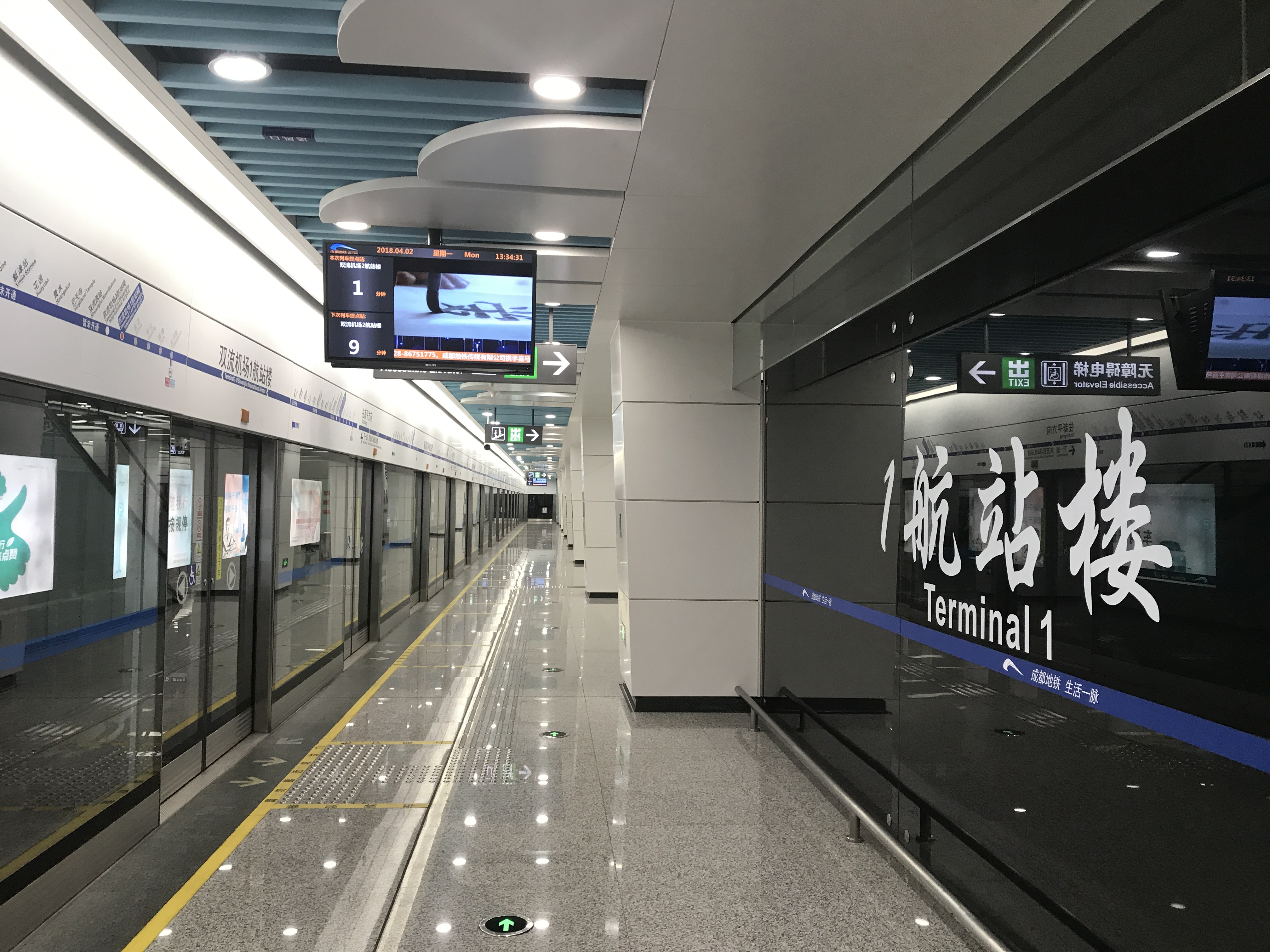
ایستگاه پایانه ۱ فرودگاه بین‌المللی چنگدو شوانگلیو در خط ۱۰
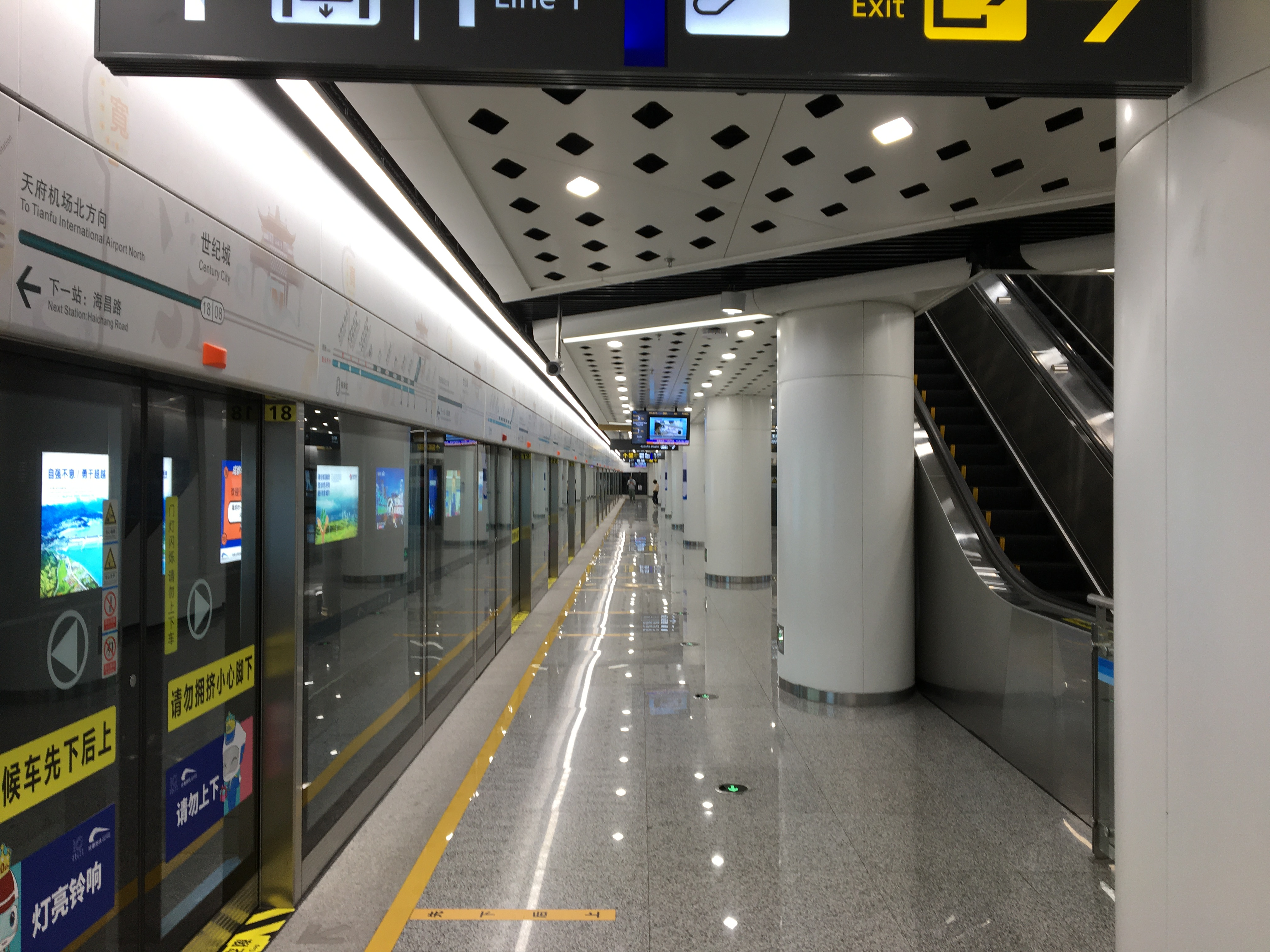
ایستگاه سنتری سیتی در خط ۱۸
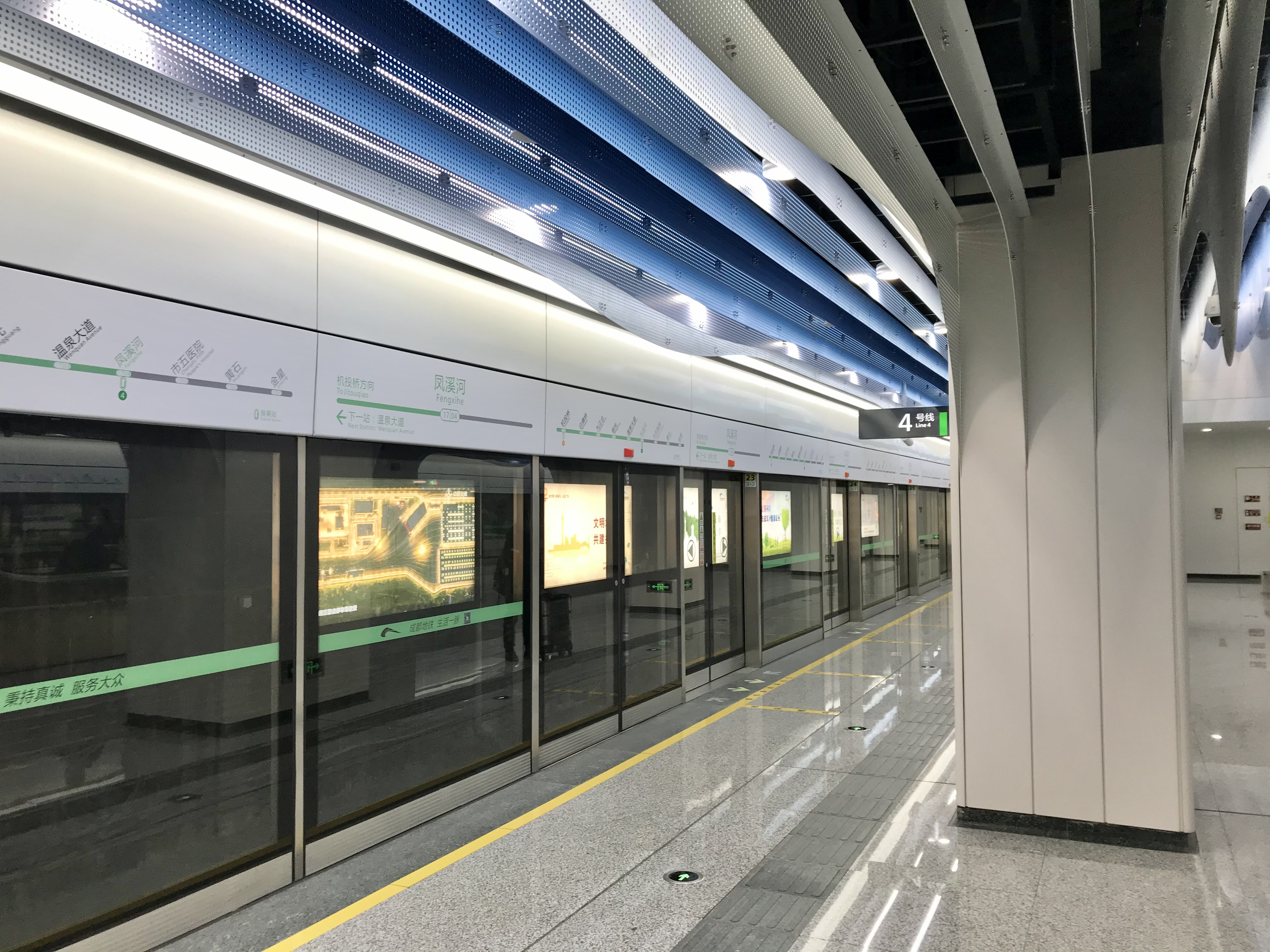
ایستگاه فنگشیهه در خط ۱۹
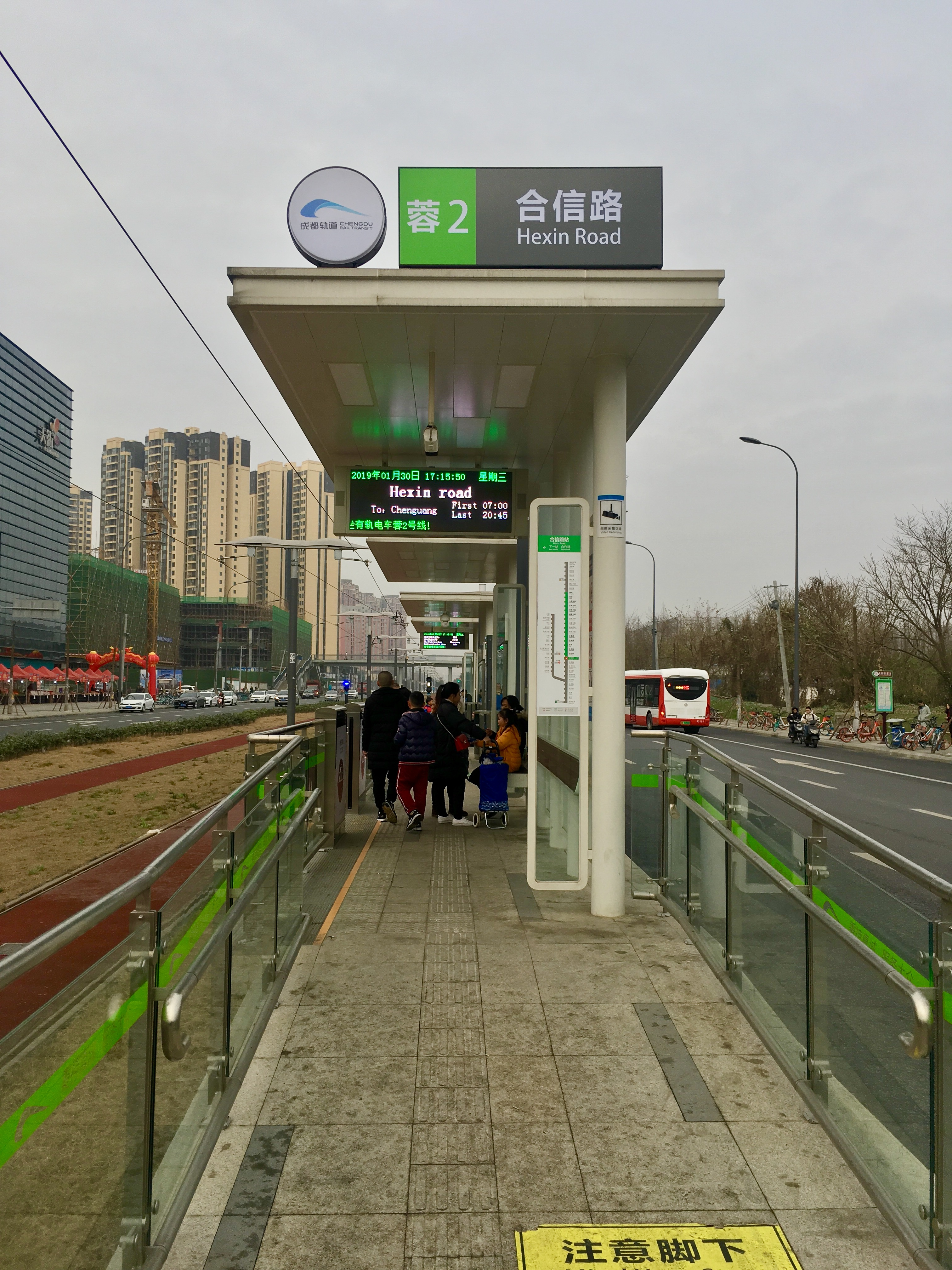
خط ۲ تراموا